# Kabuga
Pour les articles homonymes, voir Kabuga (homonymie).
Kabuga est une ville rwandaise, située dans la Province du Nord.